# Лесциг, Карл
Карл Лесциг (нем. Carl Lesszig (Leszig), 16 [28] мая 1807, Санкт-Петербург — 15 ноября 1852, Плён, Шлезвиг-Гольштейн) — архитектор немецкого происхождения, работавший городским архитектором в Выборге с 1834 по 1851 год.

## Биография
Имеет немецкое происхождение, его старейший известный предок — мэр Данцига Иеремиас Лесциг (1598—1665). Его дед, купец Саломон Лесциг (1741—1776), переехал из Данцига в Санкт-Петербург в 1764 году, где родился Карл Саломон Лесциг (1768—1841). Он женился на Анне Элен Крук (1780—1854) и имел в общей сложности 13 детей. Карл Лесциг женился в возрасте 30 лет в Выборге 29 апреля 1838 г. на Розине (Розалии) Эрнестине Шпрангер (1810—1888). Отцом жены был Андреас Даниэль Шпрангер, уроженец Копенгагена, мастер по изготовлению гвоздей. В семье родилось пятеро детей: Розалия Каролина (1839—1897), Мария Элизабет (1840—1919), Карл Эдуард (1843—1843), Карл Леопольд (1847—1878) и Эрнст Эмиль Вильгельм (1852—1913). Все дети в семье родились в Выборге.
После смерти губернского архитектора Йохана Хенрика Штрольмана в 1827 году должность Выборгского городского архитектора оставалась вакантной в течение семи лет из-за отсутствия подходящих претендентов. Эту должность исправлял ратман Зимке, пекарь по образованию. В 1834 году Лесцига попросили занять этот пост, хотя он трудился в Петербурге и не претендовал на эту должность. 27 января 1834 г. он был назначен исполняющим обязанности городского архитектора, а 27 февраля 1836 г. его утвердили в должности. За 17 лет работы городским архитектором Лесциг оставил большое архитектурное наследие. В архиве Выборгского магистрата сохранилось около 130 чертежей и планов.
Лесцигом спроектировано множество небольших двухэтажных домов в старой части города (бывшая Выборгская крепость), отмеченных хорошим чувством стиля и навыками композиции. Фасады зданий выполнены в стиле «уютного» русского классицизма, который в Выборге называли «стилем Екатерины II» (исключение составлял двухэтажный деревянный жилой дом, выстроенный в Петербургском форштадте в 1849 году в неоготическом стиле). Постройки Лесцига часто занимали угловые участки, имели балконы с кружевными решётками и скруглённые углы. Как правило, это были частные дома горожан, но в 1851 году им выполнен проект реконструкции общественного здания — Выборгского городского театра. В том же квартале, где располагался театр, было реконструировано одноэтажное здание пожарного депо, возведённое по проекту К. Л. Энгеля и ставшее одной из самых заметных и известных жителям города построек.
В 1851 году Карл Лесциг ушёл в отставку по болезни. На посту городского архитектора его сменил Виктор Эрик Амадей Босин.

## Известные работы
- Дом генерала А. А. Теслева (Выборг, Прогонная улица, 12) — 1838 г.
- Деревянный дом (Выборг, Краснофлотская улица, 3) — 1840 г.[3]
- Реконструкция дома Векрута (Выборг, улица Северный Вал, 3)  — 1840 г.
- Реконструкция дома Роте (Выборг, Крепостная улица, 6)  — 1842, 1846 и 1851 гг.
- Одноэтажный дом (Выборг, улица Новой Заставы, 6) — 1847 г.
- Реконструкция Выборгского театра (Выборг, улица Германа Титова, 5)  — 1851 г. (не сохранился).
- Здание фабрики Finlayson, Тампере, 1836—1838 гг.